# سیارک ۵۲۷۶۸
سیارک ۵۲۷۶۸ (به انگلیسی: (52768) 1998 OR2)، که برای اولین بار سال ۱۹۹۸ کشف شد سیارک بزرگی با پهنای تقریبی ۱٫۶ تا ۴٫۰۲ کیلومتر است که در تاریخ چهارشنبه ۲۹ آوریل ۲۰۲۰ (۱۰ اردیبهشت ۱۳۹۹) ساعت ۰۴:۵۶ به وقت منطقه زمانی شرقی با سرعت ۱۹ هزار و ۴۶۱ مایل در ساعت از فاصله ۳ میلیون و ۹۰۸ هزار و ۷۹۱ مایلی زمین عبور کرد. این سیارک با زمین برخورد نکرد.
این سیارک هر ۳ سال و ۸ ماه یک بار به دور خورشید می‌چرخد. قدر درخشش این سیارک حدود ۱۱ است و برای مشاهده باید از تلسکوپ‌های با قطر ۶ تا ۸ اینچ استفاده شود.